# Internationale Cricket-Saison 1974
Die internationale Cricket-Saison 1974 fand zwischen Mai 1974 und September 1974 statt. Als Sommersaison wurden vorwiegend Heimspiele der Mannschaften aus Europa ausgetragen.

## Überblick

### Internationale Touren
| Beginn        | Heimteam | Auswärtsteam | Resultate | Resultate | Artikel |
| Beginn        | Heimteam | Auswärtsteam | Test      | ODI       | Artikel |
| ------------- | -------- | ------------ | --------- | --------- | ------- |
| 6. Juni 1974  | England  | Indien       | 3–0 [3]   | 2–0 [2]   | Artikel |
| 25. Juli 1974 | England  | Pakistan     | 0–0 [3]   | 0–2 [2]   | Artikel |

## Nationale Meisterschaften
Aufgeführt sind die nationalen Meisterschaften der Full Member des ICC.
| Land    | First-Class                | List A            |
| ------- | -------------------------- | ----------------- |
| England | County Championship 1974   | Gillette Cup 1974 |
|         | John Player League 1974    |                   |
|         | Benson and Hedges Cup 1974 |                   |